# Souterrains in Schottland

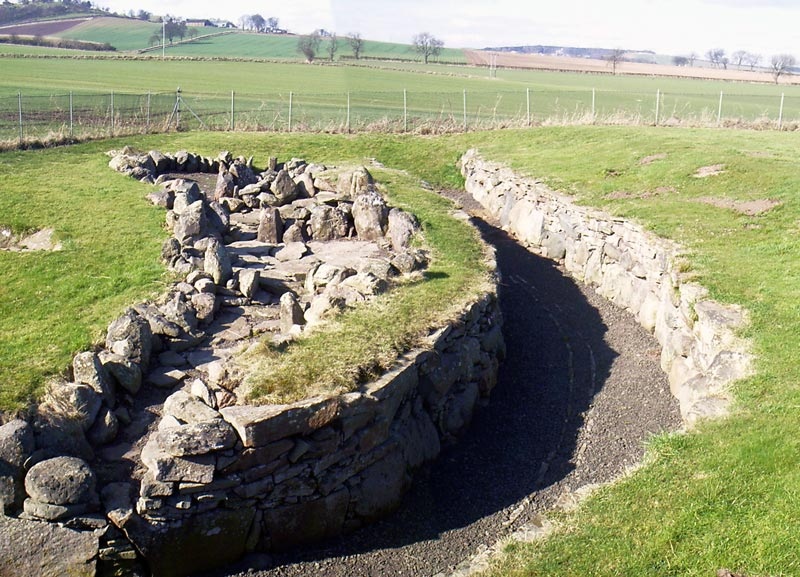
Souterrain von Ardestie

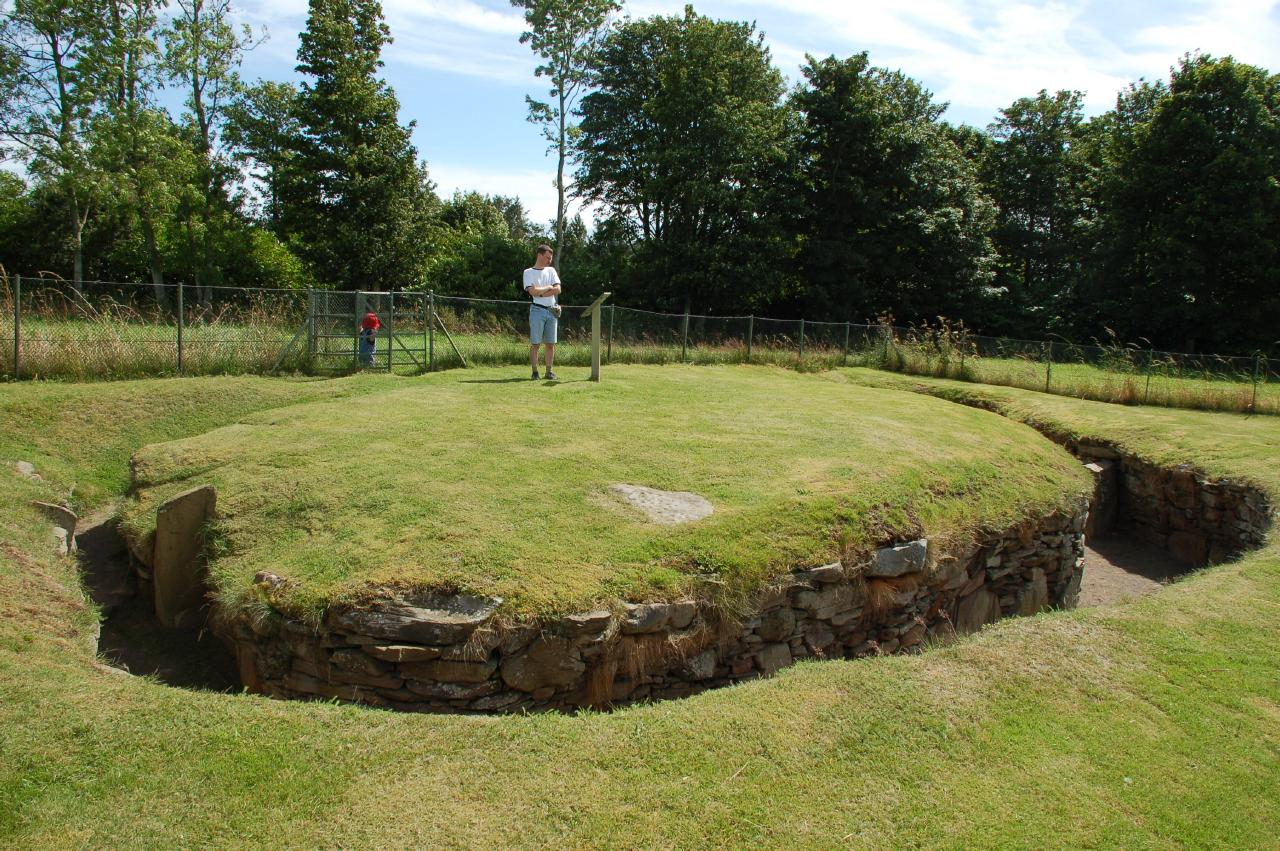
Souterrain von Tealing

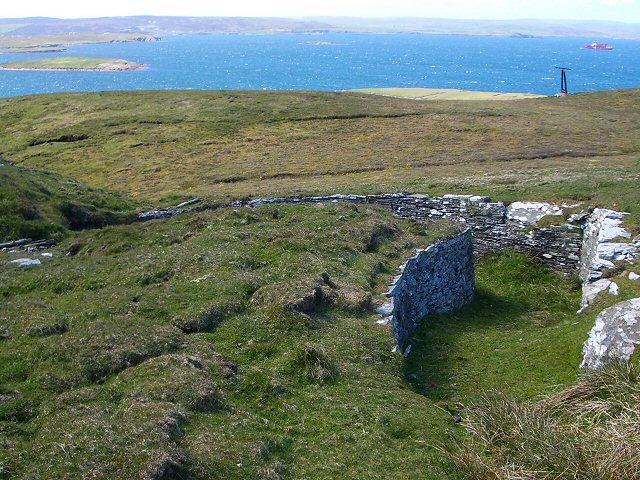
Souterrain von Bressay

Die Souterrains in Schottland bilden, wie Frederick T. Wainwright bereits 1853 feststellte, keine morphologisch homogene Gruppe innerhalb der komplexen vorgeschichtlichen Bauten. Über 500 wurden bereits in Schottland gefunden, davon etwa 20 auf der Isle of Skye. Regional stärker differierende und in ausreichendem Maß untersuchte Souterrains existieren in Aberdeenshire, Angus, Sutherland und auf Orkney.

## Verbreitung
Das schottische Souterraingebiet liegt, mit zwölf Ausnahmen, nördlich des Flusses Tay. Ihre Verteilung ist ungleichmäßig. Während Angus, Aberdeenshire und Sutherland (40) große Cluster besitzen, sind andere Gebiete nahezu leer. Souterrains fehlen im südwestlichen Schottland und in den westlichen Highlands beinahe völlig. Eines der wenigen in diesem Gebiet, Ardeer Souterrain in Ayrshire, ist eine Chimäre. Der mit Platten gedeckte Trockenmauerwerksgang führt in eine Naturhöhle.

## Südliches Piktenland
Ansehnliche Souterrains stammen aus den Grafschaften Angus, Perth und Fife, jenem Landesteil, der auch als „südliches Piktenland“, bezeichnet wird. Diese Souterrains bestehen aus einem langen gebogenen, gewöhnlich gepflasterten Gang und einem schmaleren Zugang. Die Strukturen haben Breiten bis zu 2,45 m und eine Durchschnittshöhe von 1,83 m. Die Länge der Bauten wurde nur an neun Stellen festgestellt. Sie variieren von 12,2 m (Mudhall) bis 39,6 m (Carlungie 1). Laut Gordon Barclay liegen 57 Souterrains im Südlichen Piktenland

Souterrains nach Anderson 1883
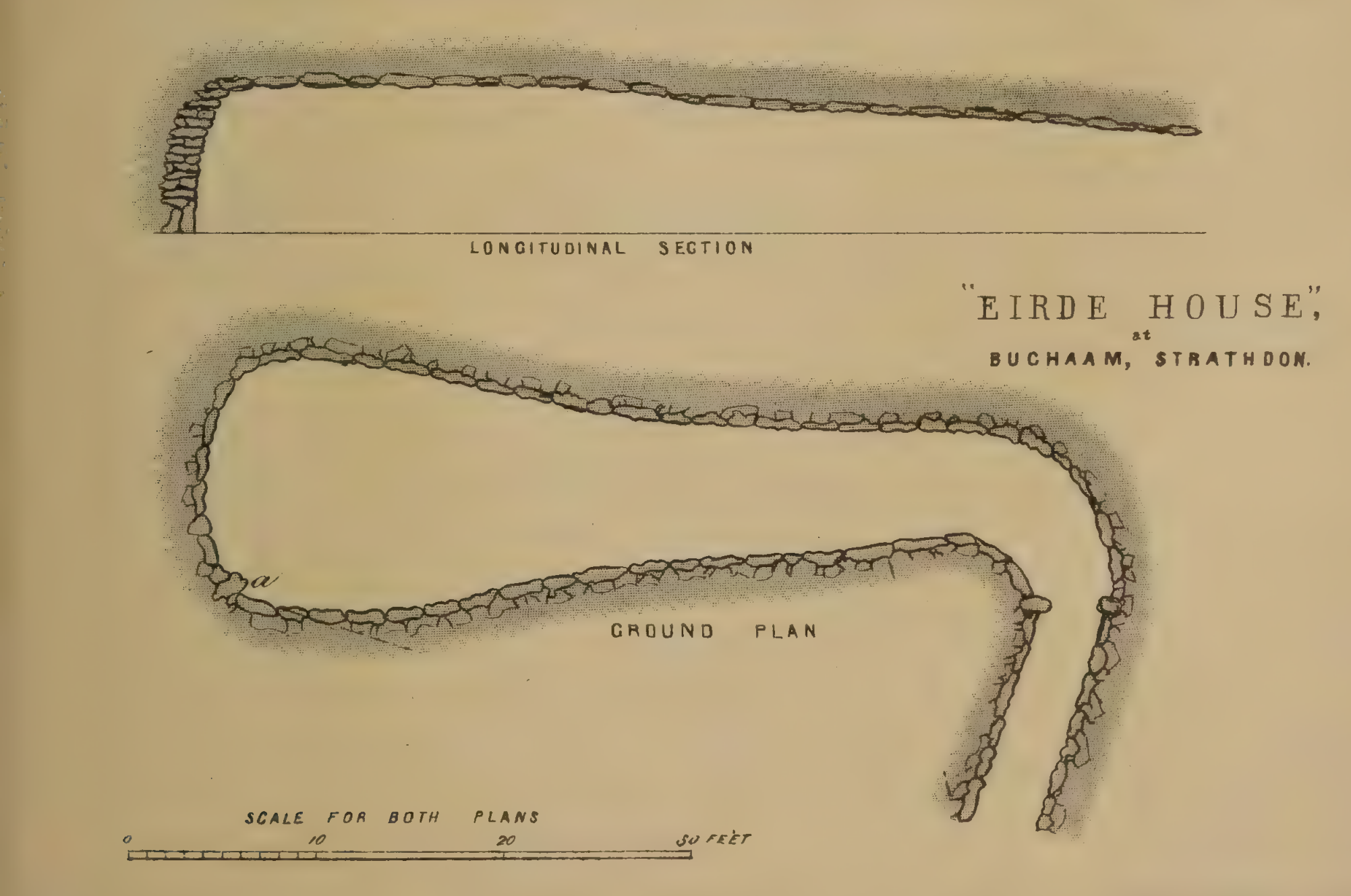
Buchaam „Eirde House“
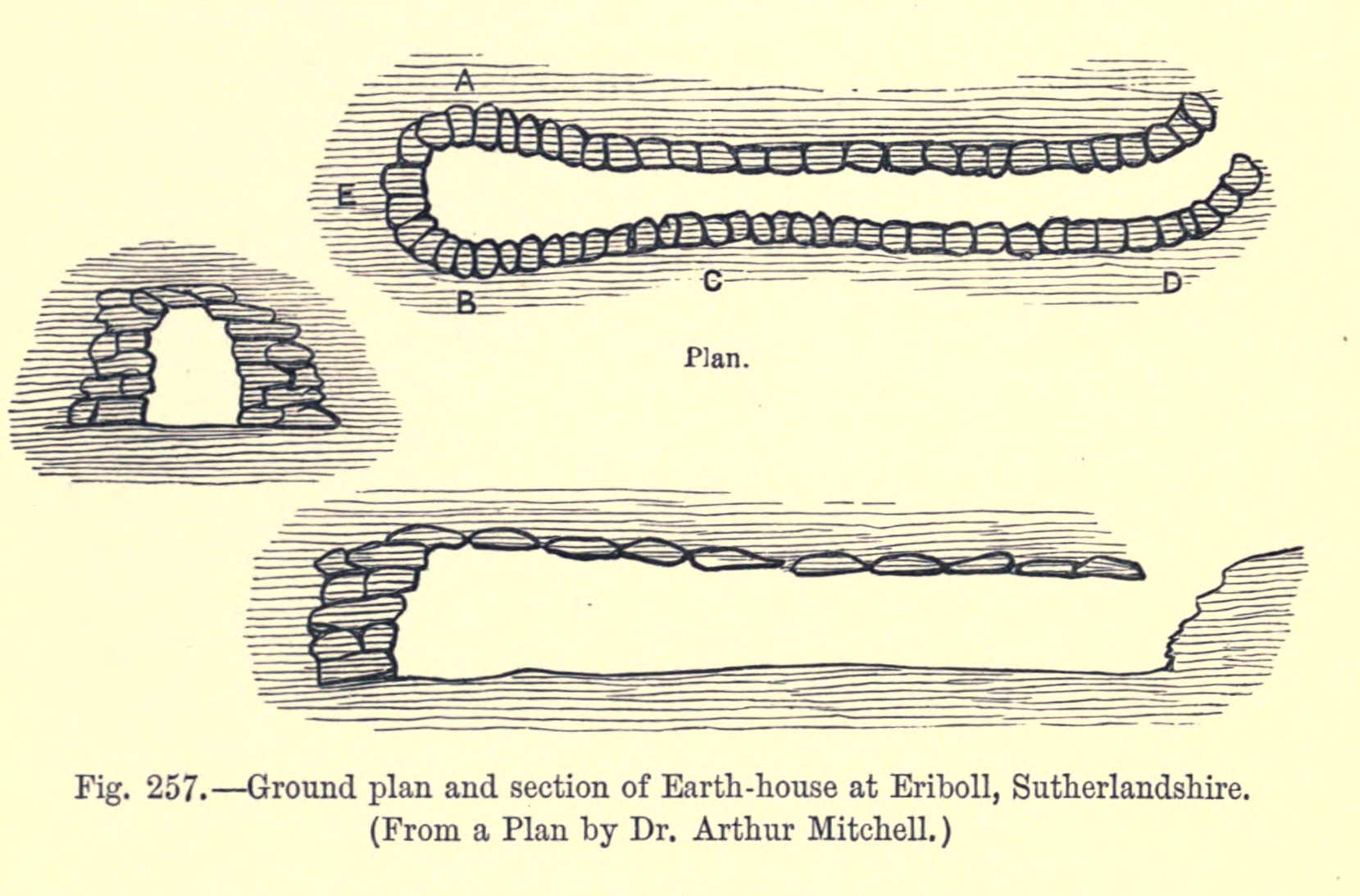
Eriboll
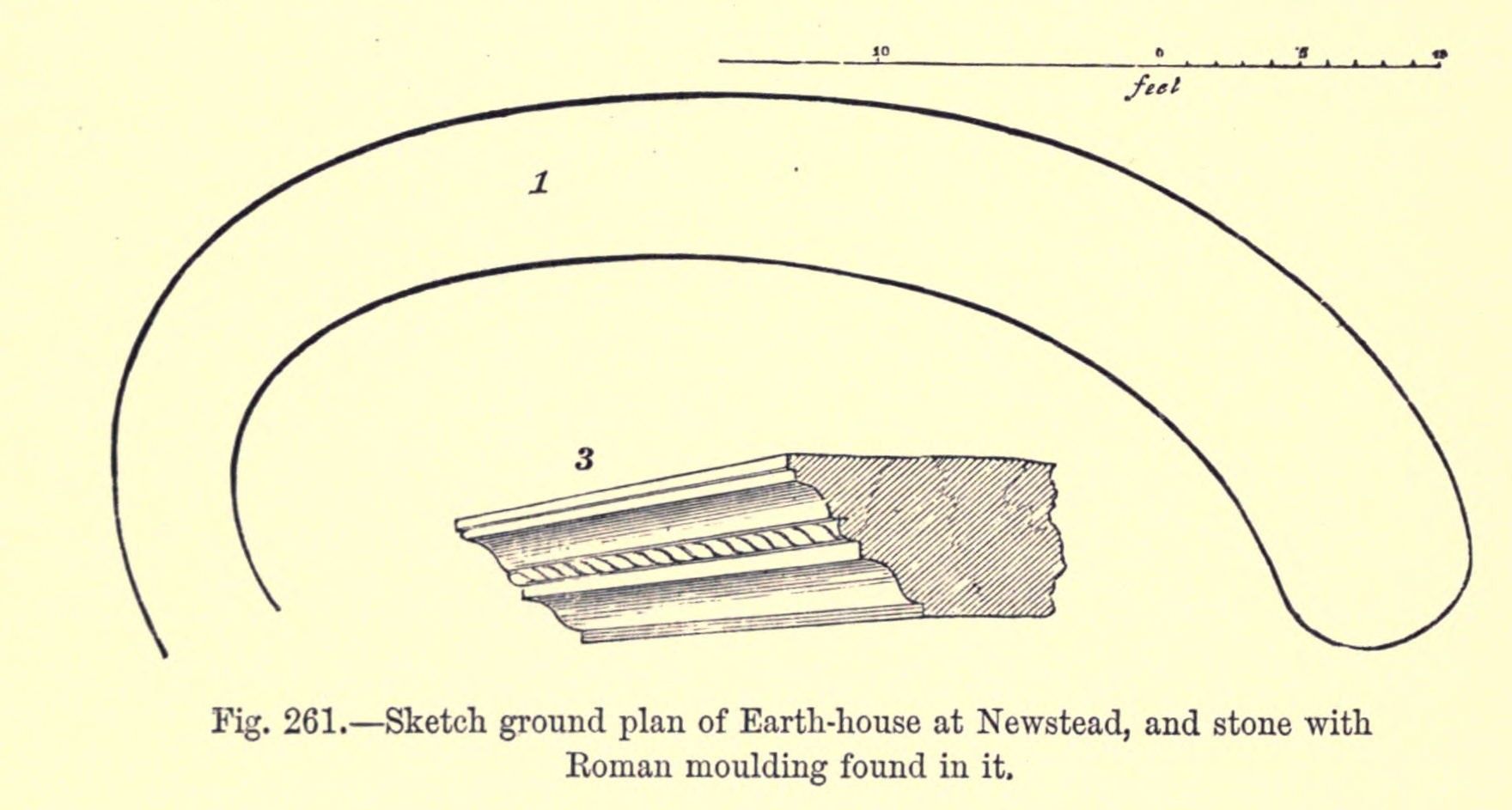
Newstead
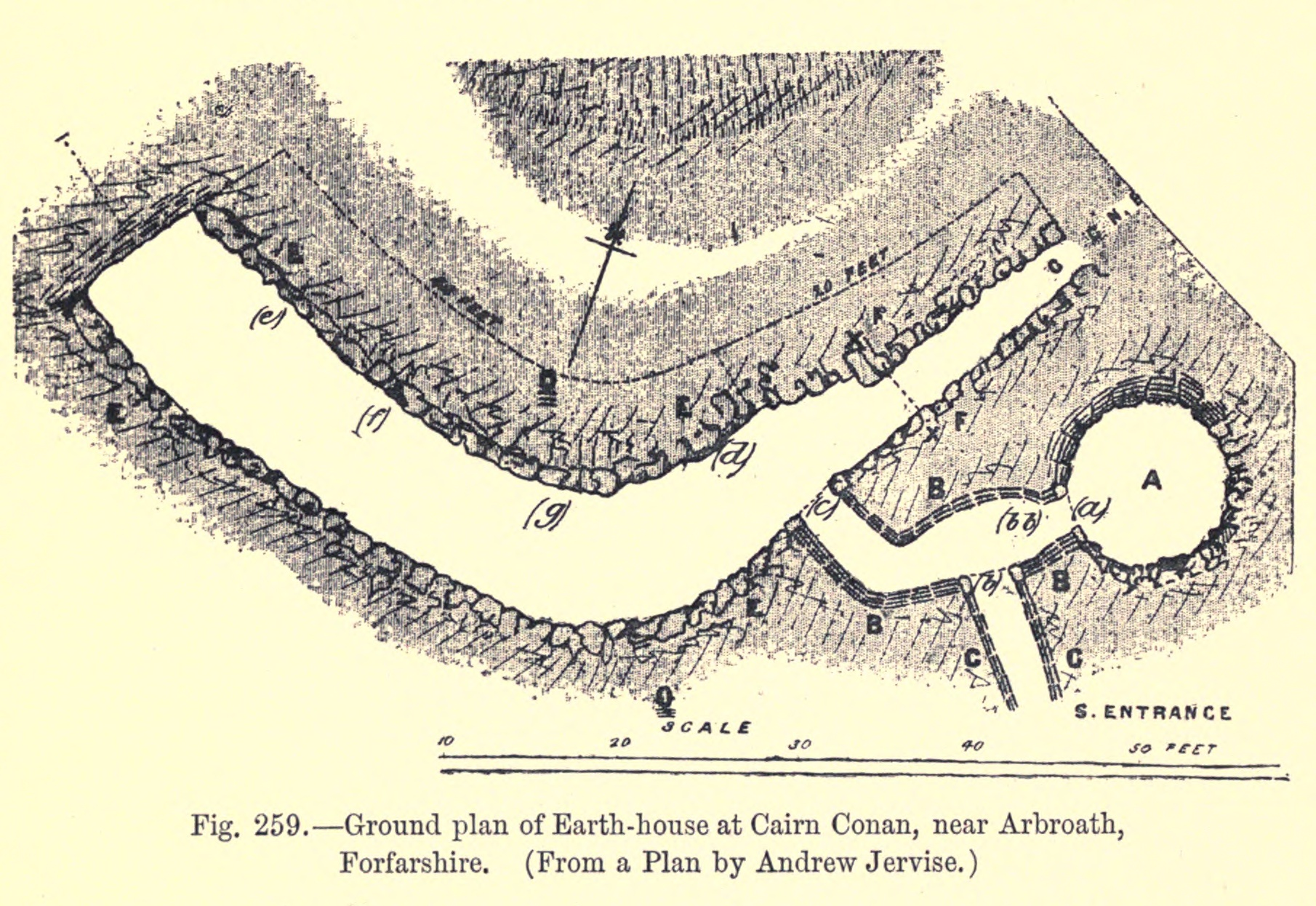
Cairn oder West Grange of Conon

### Deckenausführung
Es gab eine Debatte bezüglich der oft nicht nachweisbaren Bedeckung der Souterrains. MacRitchie argumentierte für Holzdächer. Wainwright schlug massive Steindächer vor. Barclay schlug ebenfalls Holzdächer vor. Hurly Hawkin in Angus und das Souterrain am Loch Eriboll in Sutherland  haben jedoch Steinplattendächer.

### Bodenausführung
Die Souterrains des südlichen Piktenlandes sind einfach strukturiert. Bodenpflasterungen eines hohen Standards wurden bei Carlungie 2, Newmill, Hurly Hawkin und Longforgan registriert. Ein steingefasstes Abflussrohr wurde in Ardestie in Angus ausgegraben. Abflussrohre sind jedoch keine normale Ausrüstung der Souterrains in Angus. Tatsächlich war das Abflussrohr von Ardestie ein sekundärer Einbau.

### Sonstiges
Barrieren, wie sie in Irland normal sind, gehören nicht zum Standard der Gruppe im südlichen Piktenland, obwohl Pfosten bei Tealing 3 registriert wurden. Schalensteine aus der Bronzezeit sind beim Bau von Souterrains dieser Gruppe, zum Beispiel in Ruthven, Tealing 3 und Hurly Hawkin. verwendet worden. Das Souterrain von West Grange of Conan besitzt ebenso wie das Souterrain von Tigh Talamhain auf Skye eine für die Gruppe atypische Kammer in Form einer Bienenkorbhütte. Die beste Parallele dieser Kammern stellt in Schottland Castlelaw in Midlothian dar.

## Die nördlichen Inseln
Die Beispiele der Orkney bilden eine besondere Gruppe, die wahrscheinlich eine Eigenheit widerspiegelt, die von etwa 600 v. Chr. bis in die frühen Jahrhunderte n. Chr. bestand. Die Souterrains bestehen im Wesentlichen aus einem vergleichsweise kurzem Gang und einem nicht sehr großen ovalen Raum. Im Unterschied zu den Erdhäusern in Angus und Perthshire, deren Dächer aus dem Bodenniveau ragen, liegen die orkadischen (earth-cut) Beispiele tiefer, während die schwerer herzustellenden (rock-cut) Beispiele naturgemäß höher liegen.
Etwa 25 Erdhäuser sind auf den Orkney bekannt, mehrheitlich auf Mainland, aber auch auf Eday, Hoy und Rousay. Lediglich fünf (darunter Corrigall und Windwick) sind in den letzten Jahren ausgegraben worden, und der größte Teil der Informationen stammt von Entdeckungen des 19. Jahrhunderts. Grain Earth House, am Stadtrand von Kirkwall, ist 1827 entdeckt worden, wurde aber erst 1857 von Farrer und Petrie untersucht. Es war so gut erhalten, dass es 1908 als typisches Beispiel eines orkadischen Erdhauses als frühestes Denkmal auf Orkney unter Schutz gestellt wurde. Es wurde keine nützliche Aufzeichnung der Ausgrabung gemacht, aber es ist klar, dass die Kammer leer war und die Oberfläche darüber Spuren einer Siedlung trägt. Es gab Mauern, die in verschiedenen Richtungen verliefen, und eine große Grube mit Abfallmaterial. Die Grube kann Teil eines anderen Erdhauses gewesen sein, da während einer Ausgrabung von 1982 neben dem Erdhaus Teile zweier weiterer Erdhäuser wiederum mit Spuren einer oberflächigen Siedlung gefunden wurden. Ein Erdhaus schien zeitlich auf das andere zu folgen, aber es war nicht möglich, sie völlig auszugraben. Diese Kombination ist in Irland besonders häufig, wobei der runde oberirdische Teil die Dimensionen eines Duns oder Raths annehmen kann. Das Erdhaus von Grain hat im Kammerbereich eine Tiefe von 3,7 m, mit etwa zwei Meter Boden über dem Dach. Diese große Tiefe scheint mit der Geologie verbunden zu sein. Die Baumeister gruben bis auf den gewachsenen Boden. Wegen der Tiefe waren in Grain Stufen erforderlich, um das Niveau des Ganges zu erreichen. Woanders schafft eine Luke einen direkten Zugang zum Gang. In der Kammer von Grain ist es möglich, fast aufrecht im Raum zu stehen, wohingegen die Annäherung durch den Gang gebückt erfolgen muss. Gewöhnlich besteht das Dach des Ganges aus horizontalen Platten. Die Kammerdecke von Grain wird, wie die anderer orkadischer Beispiele, aus einer Kombination von Kragsteinen und Steinsäulen gebildet. Bei Midhouse auf Orkney wird das Dach durch sieben Säulen und einen unregelmäßig geformten Felsen gestützt. Wo die Säulen ungenügend hoch waren, wurden Platten aufgelegt, um die erforderliche Höhe zu erreichen.
Mehrere alte Berichte erwähnen Abfallhaufen, die den Zugang zum Erdhaus verfüllten, und moderne Ausgrabungen haben Verfüllungen ebenfalls gefunden. Ein besonderer Aspekt des Souterrains von Rennibister ist die Entdeckung von Skelettmaterial auf dem Kammerboden. Die Knochen stammen von sechs Erwachsenen und zwölf Kindern verschiedenen Alters. Es gab keine Artefakte, die einen Hinweis auf das Alter der Knochen gaben. Da sie sich nicht im Knochenverband befinden, müssen sie als Knochen und nicht als Körper deponiert worden sein. Die Erdhäuser von Howe in der Nähe von Stromness und Rowiegar auf Rousay wurden innerhalb älterer Megalithanlagen errichtet.
Auch auf den Shetlandinseln haben die Kammern Dachkonstruktionen aus einem durch freistehende Säulen gestützten Kraggewölbe. Vergleichbare Decken haben z. B. auch die Souterrains von Roovesmore und Carhoovauler im County Cork in Irland. Andere Beispiele von Kammerdächern mit Säulenunterstützung auf Orkney sind Biggings, Dale, Grain und Hatston. Ein Souterrain auf Jarlshof auf den Shetlands enthielt eine Kammer, deren Dach durch vier Säulen gestützt wurde. Ein relativ normales Souterrain mit Plattenabdeckung und mit neueren Forschungsergebnissen ist das Souterrain von Windwick. Die Eingänge zu den Souterrains der Orkney- und Shetland-Gruppe sind schmal, ihre Kammern klaustrophobisch eng. Ein neues intaktes Souterrain wurde 2007 bei Carrigal in Harray auf Mainland entdeckt.

## Die westlichen Inseln
Die Souterrains der Inseln Westschottlands (Arnabost, Greenhill, Kilkenneth) sind in der Form außerordentlich abweichend. Allgemein sind sie niedrig, schmal und klein. Einige, zum Beispiel Usinish auf den Hebriden, waren Wheelhäusern beigefügt. Die Forschungsarbeit an den Souterrains dieser Gruppe ist noch wenig ausgeprägt.

## Sutherland
In Sutherland kommen neben einfachen Gängen, die mitunter zu einer runden oder ovalen Kammer führen, etwa kreuzförmige Komplexe vor (Kirkton). Die Souterrains dieser Gruppe bestehen generell aus einem undifferenzierten Gang-Kammerbereich. Kammer und Gänge haben breite Anschlüsse. Das Souterrain von Salscraggie wurde durch eine Flucht von Stufen begangen. Das Souterrain von Rosal zeigt einen abgetreppten Rampenzugang, der zu einem im Prinzip undifferenzierten Gang-Kammer Gebilde von etwa 12,8 m Länge führt. Der Eingang zur Kammer hat eine Breite von 0,61 m. Dort waren zwei Pfosten vor die Wände des Ganges gesetzt worden. Ihr vertikal vorspringendes Profil steht im Gegensatz zum sonst horizontalen Mauerwerk. Über den Pfosten liegt der niedrige Deckensturz. Die Kammer besitzt eine Decke aus Platten, die vereinzelt durch Pfosten gestützt werden. Das Souterrain von Portnancon enthielt im Boden eine Aushöhlung von 1,22 m Durchmesser und etwa 0,61 m Tiefe. Buxten nimmt an, dass es eine Senkgrube darstellt (das Souterrain scheint unter Wassereinbrüchen gelitten zu haben). Bei Cyderhall weist die Anwesenheit von paarig angeordneten Postlöchern und das Fehlen von plattigen Steinen auf ein ehemaliges Holzdach.

## Aberdeenshire
Die Souterrains der Aberdeenshire Gruppe scheinen Beziehungen sowohl nach Sutherland als auch zum südlichen Piktenland zu haben. Sie sind jedoch meist beträchtlich kleiner als die letzteren (Ausnahme Buchaam Earth-house). Wainwright lenkte die Aufmerksamkeit auf das mehr kammer- als gangorientierte Souterrain bei Glenkindie House. Seine beiden etwa ovalen durch einen Schlupf verbundenen Räume sind für die Gruppe atypisch.

## Funktion
Die Funktion der schottischen Souterrains wurde noch nicht abschließend diskutiert. Während die meisten Archäologen die Strukturen im Norden und Westen Schottlands mit einer Unterschlupffunktion versehen möchten, wird dies in Bezug auf die Souterrains im südlichen Piktenland nicht so gesehen. Die Idee Wainwrights, die großen, gekurvten, gepflasterten Räume als Viehställe zu deuten, wird von späteren Archäologen nicht geteilt, die für eine Lagerfunktion argumentieren. (Siehe jedoch Cornwall.) Das Souterrain allein liefert zumeist keine Hinweise. Viele Souterrains liegen innerhalb von Forts oder in einem Areal von Rundhütten und ihre Eingänge liegen innerhalb einer dieser Hütten. Neue Erkenntnisse erbrachte auch die Ausgrabung des Souterrain von Windwick. „Steinkugeln“ (Carved stone balls – Petrospheres) gefunden in Souterrains, wie dem von „Jocksthorn Farm“ in Kilmaurs, East Ayrshire, waren in prähistorischen Gesellschaften möglicherweise Symbole der Macht. Ihre Entdeckung in Souterrains deutet eine andere Verwendung an, als die der Lagerung von Lebensmitteln und Ressourcen.

## Datierung

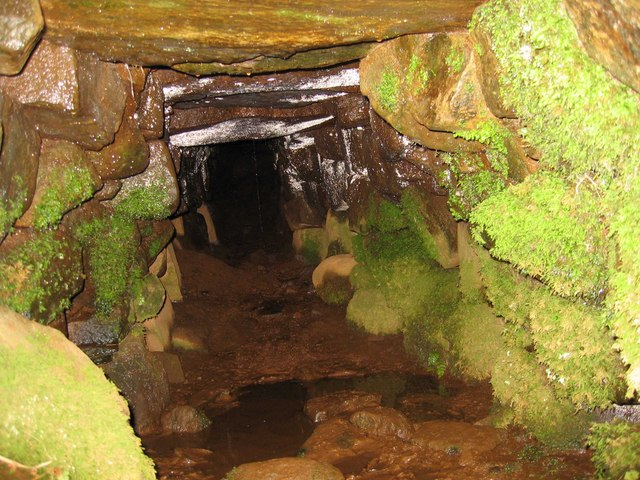
Souterrain von Claigan

Es gibt viele ungelöste Aspekte beim Datieren der Souterrains in Schottland. Vere Gordon Childe und Curle argumentierten für eine bronzezeitliche Entstehung einiger Beispiele im äußersten Norden. Thomas meint, dass schwierig zu beweisen sei, dass die Souterrains in einigen Regionalgruppen vor der späten vorrömischen Eisenzeit in Gebrauch waren. Dies wurde damit begründet, dass die Souterrains von Newstead in Roxburgh und Crighton Mains in Midlothian Steine enthielten, die von aufgegebenen römischen Anlagen stammen. Mehrheitlich wurden die Anlagen der südlichen Piktenlandzone zwischen 50 und 250 n. Chr. datiert.
In Dalladies in Kincardineshire wurde eine Reihe von unterirdischen Strukturen mit offensichtlicher Ähnlichkeit mit Souterrains aufgedeckt. Die wissenschaftliche Datierung belegt einen Gebrauch zwischen dem 3. Jahrhundert v. Chr. und dem 6. Jahrhundert n. Chr. Mehrere dieser Souterrains, sollten sie als solche akzeptiert werden, enthielten hölzerne Strukturen, die wahrscheinlich Dachstützen darstellen. Eine der unterirdischen Strukturen hat einen Rampenzugang und schwach ausgeprägte Belege für eine Türöffnung.
Das Ardross Souterrain in Fife ist für die Datierungsdebatte typisch. Wainwright gab an, dass dieses Souterrain, obwohl in Fife gelegen, morphologisch keine Verbindungen zu den Strukturen im südlichen Piktenland habe. Grundsätzlich besteht das Souterrain aus einem Gang von 18,3 m Länge, der zu einem subrechteckigen Raum führt. Der Zugang zeigt eine Flucht von zehn gut gebauten Stufen. Der Gang enthielt ein Türsteinpaar, das die Breite des Durchgangs zur Kammer auf 0,56 m reduzierte. Die Verbindung des Ganges mit der Kammer wird durch drei hinunterführende Stufen markiert. Die Kombination dieser Eigenschaften brachte Wainwright zu der These, dies Souterrain sei von Kolonisten die von den nördlichen Inseln stammten, gebaut worden. Allerdings konnte dieses Souterrain nicht datiert werden.